# Tábara
Tábara ist ein nordwestspanischer Ort und eine Gemeinde (municipio) mit nur noch 748 Einwohnern (Stand: 2024) im Süden der Provinz Zamora in der Autonomen Gemeinschaft Kastilien-León. Zur Gemeinde gehört neben dem namensgebenden Hauptort die Ortschaft Barrio de San Lorenzo.

## Lage und Klima
Tábara liegt am westlichen Rand der Kastilischen Hochebene (Meseta Iberica) in einer Höhe von ca. 750 m. Die Provinzhauptstadt Zamora ist gut 40 km (Fahrtstrecke) in südsüdöstlicher Richtung entfernt. Das gemäßigte Kontinentalklima wird nur selten vom Atlantik beeinflusst; Regen fällt vorwiegend im Winterhalbjahr.

## Bevölkerungsentwicklung
| Jahr      | 1970 | 1981 | 1991 | 2001 | 2011 | 2021 |
| Einwohner | 1267 | 1138 | 1010 | 950  | 851  | 751  |

## Sehenswürdigkeiten
- Marienkirche (Iglesia parroquial de Santa María)
- Kirche Mariä Himmelfahrt (Iglesia de Nuestra Señora de la Asunción)
- Mamesheiligtum

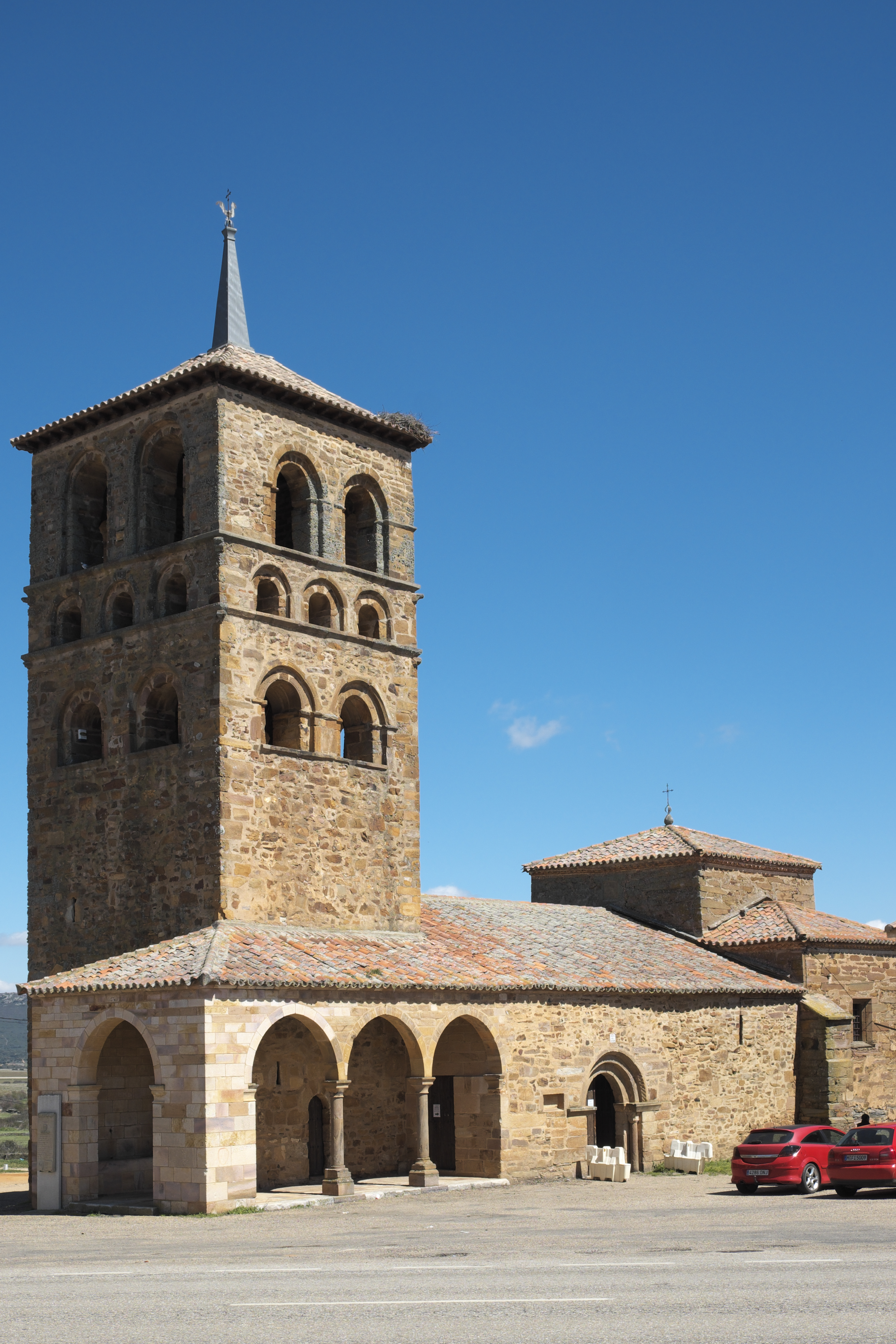
Marienkirche

## Persönlichkeiten
- León Felipe (1884–1968), antifaschistischer Dichter